# Doon School
La Doon School est une école hautement sélective pour garçons située à Dehradun en Uttarakhand, Inde, fondée en 1935. Doon est un pensionnat accueillant environ 500 élèves âgés de treize à dix-huit ans. L'admission à l'école est basée sur un concours d'entrée et un entretien,,. Doon a toujours été classée comme le meilleur internat par The Times of India et le meilleur pensionnat pour garçons en Inde. Bien que l'école ait souvent été citée comme « Eton of India » par des médias tels que la BBC, The New York Times, The Guardian, The Spectator, The Daily Telegraph, et Washington Post, elle évite l'étiquette. Doon attire souvent l'attention, et parfois la critique, des médias pour l'influence disproportionnée perçue de ses anciens élèves dans des domaines tels que la politique, les affaires ou la culture indiennes. Dans les années 1980, l'administration du Premier ministre Rajiv Gandhi a été critiquée et étiquetée « Cabinet Doon », à la suite de la nomination de ses connaissances scolaires à des postes importants. L'école a formé un large éventail d'anciens élèves notables, notamment des personnalités politiques, des diplomates, des artistes, des écrivains et des hommes d'affaires. Parmi les anciens élèves de Doon se trouvent le regretté Premier ministre indien Rajiv Gandhi, l'artiste Anish Kapoor, les auteurs Vikram Seth, Ramchandra Guha et Amitav Ghosh, le créateur de mode Tarun Tahiliani, l'alpiniste Nandu Jayal, le médaillé d'or olympique Abhinav Bindra, et des militants sociaux et environnementaux, Bunker Roy et Lalit Pande.

## Histoire
Doon a été fondée par Satish Ranjan Das (en), un avocat originaire de Calcutta. En 1927, il est devenu membre du Comité exécutif du vice-roi de Lord Irwin à la condition qu'il allait utiliser le prestige de cette position pour amasser des fonds pour un nouveau type d'école en Inde. Il décide de nommer la nouvelle école Doon, car elle est située dans la vallée du Doon. S.R. Das a beaucoup voyagé en Inde dans le but de recueillir 40 lakhs (4 000 000 de roupies), mais au moment de sa mort, il n'avait soulevé seulement que 10 lakhs (1 000 000 de roupies) en espèces et 10 autres en lakhs promesses. Avec l'argent, Das fonde la Indian Public Schools Society (IPSS), dont l'objectif était de fonder de nouvelles écoles publiques en Inde, qui admettent chaque élève peu importe leur croyance ou statut social. En vertu de l'IPSS, un Conseil des gouverneurs supervise toutes les questions de Doon.
Après la mort de Das en 1928, la IPSS accomplit peu de chose, et en 1934 de nombreux donateurs souhaitent que leur argent leur soit rendu. Pour résoudre ce problème, Sir Joseph Bhore devient président de la IPSS et, avec Sir Akbar Hydari en tant que secrétaire, ils travaillent pour obtenir l'ancien domaine de l'Institut de recherche forestière de Dehra Dun ainsi que des conditions favorables. Lord Halifax, alors président de la British Board of Education, conduit un comité de sélection qui désigne Arthur E. Foot, un professeur de sciences au collège d'Eton, en tant que premier directeur. Le 27 octobre 1935, le vice-roi, Lord Willingdon, préside l'ouverture officielle de l'école. Soixante-dix garçons sont désormais scolarisés durant le premier semestre, et 110 autres durant le second.
Les maisons de la nouvelle école étaient à l'origine au nom de leurs housemasters respectifs, mais plus tard rebaptisés en l'honneur des plus grands bailleurs de fonds à la IPSS : Hyderabad House a été nommée après que Sir Akbar Hydari eut reçu une contribution de 2 lakhs (200 000 roupies) par le gouvernement du Nizam d'Hyderabad (en).

## Anciennes personnalités
- Rajiv Gandhi (Class 1962) - Premier ministre de l'Inde[18]
- Vikram Seth (Class 1969) - écrivain et poète[19]
- Amitav Ghosh (Class 1973) - écrivain[19]
- Anish Kapoor (Class 1972) - plasticien contemporain, sculpteur[20]
- Kamal Nath (Class 1964) - homme politique
- Jyotiraditya Madhavrao Scindia (Class 1989) - homme politique
- Karan Singh (Class 1949) - diplomate[21]
- Sanjay Gandhi (Class 1964) - homme politique[22]
- Roshan Seth (Class 1960) - acteur[21]
- Abhinav Bindra (Class 2000) - athlète[23]

## Photographies

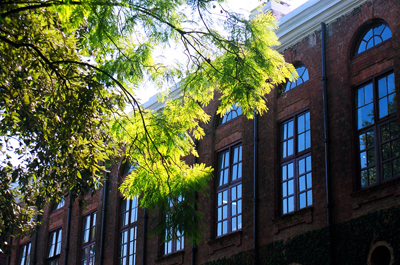
Le bâtiment principal.
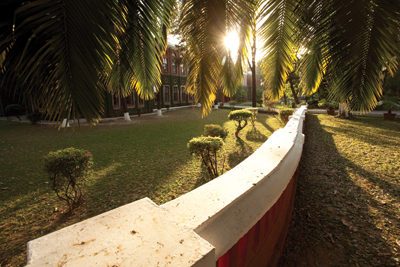
Le jardin central.
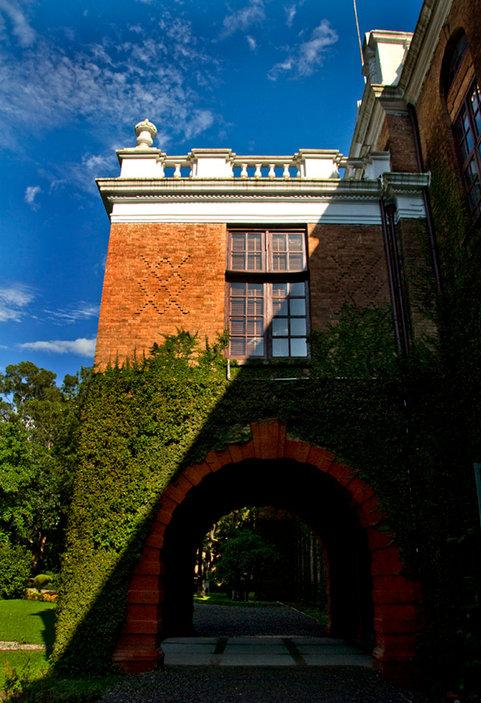
Bureau du proviseur.
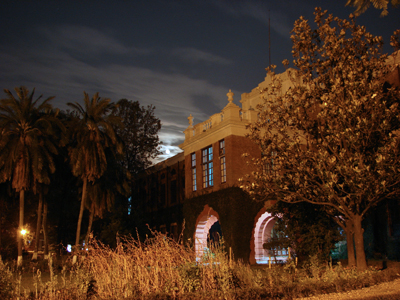
Le bâtiment principal pendant la nuit.